# Singleplayer
Singleplayer is een Engelse term voor het type computerspel dat maar door één speler tegelijk wordt gespeeld, dus zonder mede- of tegenspelers. Deze speler speelt dan vaak tegen computergestuurde personages. Bij multiplayerspellen daarentegen spelen twee of meer mensen tegelijk op één scherm of via het internet samen. Veel spellen kennen vaak zowel een singleplayer- als een multiplayermodus. Spellen die alleen in singleplayer te spelen zijn, worden single-player games genoemd.
De meeste van de eerste computerspellen waren singleplayer en ook nu kunnen veel spellen nog maar door één speler tegelijk gespeeld worden. Sinds de komst van het internet bieden steeds meer spellen de mogelijkheid om via het internet tegen of met elkaar te spelen. Dit wordt vaak als aantrekkelijk gezien, omdat spelen tegen een menselijke tegenstander meer variatie biedt. Wel zijn er veel singleplayerspelletjes op het internet te vinden.